# 假面 (电影)
《假面》（瑞典語：Persona）是瑞典导演英格玛·伯格曼的电影作品，发行于1966年，由Bibi Andersson 和麗芙·烏曼主演。

 
伯格曼本人对其极为看重；在回忆录《影像：我的电影生涯》中，他写道：“今天我在《假面》中──以及后来在《呼喊与细语》中──感到我达到了我的极致。在那两个我可以随心所欲地创作的场所，我触及了只有电影能够发现的无言秘密。” 他还说道
|  | 过去某个时候，我说过《假面》拯救了我的生命──那并不是夸大其辞. 如果我没有找到让我去完成那部电影的力量，我也许已经毁了。尤其重要的是，那是我第一次不考虑任何商业因素…… |

影片探究了两个女人的一次相遇：Elisabet是一个成功的演员，在演出厄勒克特拉时突然失语并从此不愿说话，而Alma（在西班牙和葡萄牙语中意为灵魂）是负责照看她的护士。题材部分来源于奧古斯特·斯特林堡的剧本《陌生人（The Stranger）》。
《假面》被评论家和业内人员一致认为是一件重要的艺术作品。在众多对其进行大量论述的评论家中，蘇珊·桑塔格称其为「伯格曼的杰作」。在英国电影学会的Sight and Sound杂志於1972年举行的“有史以来十部最佳影片”评选中，《假面》位列第五。

## 傳記
- Michaels, Lloyd (ed.). . Cambridge University Press. 2000. ISBN 0521656982.
- Sontag, Susan, , , New York: Picador: 123–146, 2002, ISBN 0312420218

## 外部連結
- 互联网电影数据库（IMDb）上《Persona》的资料（英文）
- Persona （页面存档备份，存于） at Rotten Tomatoes
- Roger Ebert's review （页面存档备份，存于）
- Review of Persona （页面存档备份，存于）
- An essay on the film by P. Adams Sitney （页面存档备份，存于）